# Paraplonobia
Paraplonobia är ett släkte av spindeldjur. Paraplonobia ingår i familjen Tetranychidae.

## Dottertaxa tillParaplonobia, i alfabetisk ordning[1]
- Paraplonobia acharis
- Paraplonobia algarrobicola
- Paraplonobia allionia
- Paraplonobia ambrosiae
- Paraplonobia artemisiae
- Paraplonobia berberis
- Paraplonobia boutelouae
- Paraplonobia brickellia
- Paraplonobia calame
- Paraplonobia candicans
- Paraplonobia coldeniae
- Paraplonobia concolor
- Paraplonobia contiguus
- Paraplonobia cousiniae
- Paraplonobia dactyloni
- Paraplonobia daryaensis
- Paraplonobia echinopsili
- Paraplonobia edenvillensis
- Paraplonobia euphorbiae
- Paraplonobia glebulenta
- Paraplonobia harteni
- Paraplonobia herniariae
- Paraplonobia hilariae
- Paraplonobia inornata
- Paraplonobia juliflorae
- Paraplonobia myops
- Paraplonobia penicillatus
- Paraplonobia prosopis
- Paraplonobia theroni
- Paraplonobia tridens
- Paraplonobia tshipensis